# C/2008 Y13
C/2008 Y13 – kometa jednopojawieniowa odkryta na zdjęciach SOHO przez Arkadiusza Kubczaka. Została odkryta 28 grudnia 2008 roku. Należy do grupy komet Kreutza.